# Listă de gimnaste române de nota 10
Această pagină este o listă cronologică de gimnaste române care au fost notate cu nota 10, așa numitul „perfect ten”, de-a lungul carierei lor de gimnaste.
- Nadia Comăneci -- Jocurile Olimpice de vară din 1976, Montreal și Jocurile Olimpice de vară din 1980, Moscova
- Emilia  Eberle -- Jocurile Olimpice de vară din 1980
- Melita Rühn -- Jocurile Olimpice de vară din 1980
- Lavinia  Agache -- Campionatele mondiale de gimnastică din 1983, Budapesta
- Mirela Barbălată -- Campionatele mondiale de gimnastică din 1983, Budapesta
- Ecaterina Szabó -- Campionatele mondiale de gimnastică din 1983, Budapesta, și Jocurile Olimpice de vară din 1984, Los Angeles
- Simona Păucă -- Campionatele mondiale de gimnastică din 1983, Budapesta
- Daniela Silivaș -- Campionatele mondiale de gimnastică din 1985, Montreal, Campionatele mondiale de gimnastică din 1987, Rotterdam,  Jocurile Olimpice de vară din 1988, Seoul și Campionatele mondiale de gimnastică din 1989
- Aurelia Dobre -- Campionatele mondiale de gimnastică din 1987, Rotterdam
- Eugenia Golea -- Campionatele mondiale de gimnastică din 1987, Rotterdam
- Camelia Voinea -- Campionatele mondiale de gimnastică din 1987, Rotterdam
- Cristina Bontaș -- Campionatele mondiale de gimnastică din 1989, Stuttgart
- Lavinia Miloșovici -- Jocurile Olimpice de vară din 1992, Barcelona